# 李子丰
李子丰（1962年7月—）中华人民共和国燕山大学车辆与能源学院教授，本科和硕士毕业于大庆石油学院，博士毕业于中国石油大学，曾任中国地质大学（武汉）教授，研究油气钻采工程和油气井杆管柱力学。2021年6月，河北省教育厅公告显示李子丰称可以用马克思主义哲学来推翻爱因斯坦的“相对论”，研究被推荐入选河北省教育厅自然科学奖，但該説法的權威性備受質疑。